# Asphondylia dorycnii
Asphondylia dorycnii är en tvåvingeart som först beskrevs av Cornelius Herman Muller 1870.  Asphondylia dorycnii ingår i släktet Asphondylia och familjen gallmyggor. Inga underarter finns listade i Catalogue of Life.